# Lotus Elise GT1
 (août 2016).
Si vous disposez d'ouvrages ou d'articles de référence ou si vous connaissez des sites web de qualité traitant du thème abordé ici, merci de compléter l'article en donnant les références utiles à sa vérifiabilité et en les liant à la section « Notes et références ».
Chronologie des modèles (1997)
Lotus Esprit GT1
La Lotus Elise GT1 (aussi nommée Lotus GT1 ou Type-115 en interne) est une voiture de course développée pour le grand tourisme à partir de 1997.

## Développement
Depuis la création du championnat BPR en 1994, Lotus était présent avec la Lotus Esprit GT1 en classe GT1 contre les McLaren F1 GTR, Venturi 600LM, Ferrari F40 GTE. Cependant, en 1997, la série devint le Championnat FIA GT ce qui attira de nombreux constructeurs grâce à cette nouvelle exposition médiatique. Porsche fut le premier à développer un nouveau type de voiture de course en 1996, avec la 911 GT1 spécialement construite pour l'homologation. Cet exemple fut rapidement suivi par Mercedes-Benz qui engagea la CLK-GTR la saison suivante.
Ainsi, Lotus décida de suivre la route prise par Porsche et Mercedes-Benz, pour rester compétitifs en GT1. Toutefois, conscient du fait qu'il ne possédait pas les ressources disponibles que Porsche et Mercedes avaient pour créer les voitures de course et produire les voitures de routes nécessaires à l'homologation, Lotus décida de prendre une autre voie. Grâce à l'interprétation du règlement FIA GT, Lotus réalisa qu'il ne serait nécessaire de construire qu'une seule voiture de production afin de répondre à l'homologation. La voiture n'avait même pas besoin d'être vendu à un client, elle n'avait qu'à être construit.

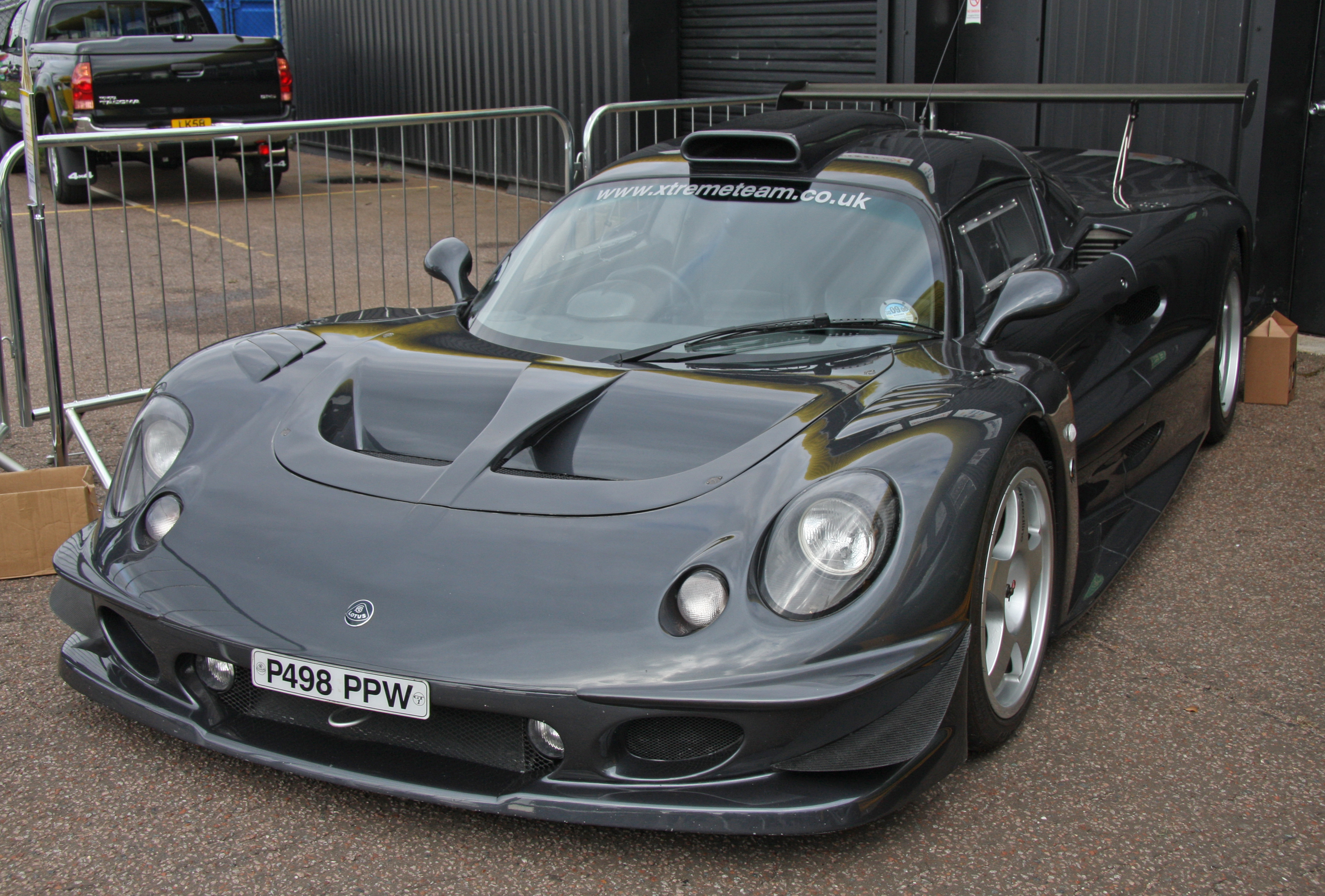

Avec cela à l'esprit, les ingénieurs démarrèrent l'élaboration de leur voiture de course. Lotus décida d'abandonner le châssis âgé de l'Esprit pour se tourner vers celui de la nouvelle Elise. Mécaniquement, seul le châssis en aluminium de l'Elise fut conservé sur la GT1, mais dans une version fortement modifié. Une nouvelle carrosserie en fibre de carbone qui ressemblait à l'Elise fut construit, avec une longueur plus importante pour améliorer les qualités aérodynamiques de la voiture.
Pour le moteur, Lotus savait que le 4 cylindres de l'Elise ne serait pas en mesure de rivaliser avec la concurrence. Ainsi il fut d'abord décidé d'équiper la voiture du moteur V8 3.5 L de l'Esprit GT1, accouplé à une  boîte de vitesses séquentielle Hewland à six vitesses. Cependant, les tests ont montré que ce moteur n'était pas aussi fiable qu'on l'espérait. Après son installation dans l'unique voiture d'homologation, l'équipe Lotus décida de ne pas utiliser le V8  Lotus mais plutôt d'opter pour le V8 Chevrolet LT5 de 5,7 L de la Chevrolet Corvette ZR-1. Lotus améliora en outre le LT5 par l'ajout d'un vilebrequin "flat-plane". Sept châssis d'Elise GT1 furent finalement construits et engagés en compétition, d'une part par l'équipe d'usine "GT1 Lotus Racing" et d'autre part par les écuries privées "GBF UK" et "Martin Veyhle Racing". L'équipe usine sera la seule à utiliser le V8 Chevrolet à la place du moteur Lotus turbo.Sauf les derniers courses a Sebring et Laguna Seca, oú l'écurie usine utilise le moteur de NASCAR de la Chevrolet Monte-Carloavec deux soupapes et bloc moteur en fer avec deus restricteurs de 36.8 mm.

## Histoire en compétition
Faisant ses débuts, à Hockenheim, le 13 avril (première course du championnat FIA GT 1997), trois Elise GT1 d'usine et la voiture privée de GBF prirent places sur la grille. Malheureusement, leurs débuts furent de courte durée, car aucune voitures ne put rejoindre l'arrivée, abandonnant toutes pour des problèmes d'alternateur. Pour la deuxième course (Silverstone, le 11 mai), GBF UK reçu sa deuxième voiture (le châssis No 06  non testé pilotée par Andrea Boldrini et Mauro Martini). Une fois encore, les trois voitures d'usine ne purent finir la course à cause de problèmes de boîte de vitesses. GBF s'en sortit un peu mieux car une de leurs voitures franchit la ligne d'arrivée, classée dernière à 25 tours de retard du vainqueur.

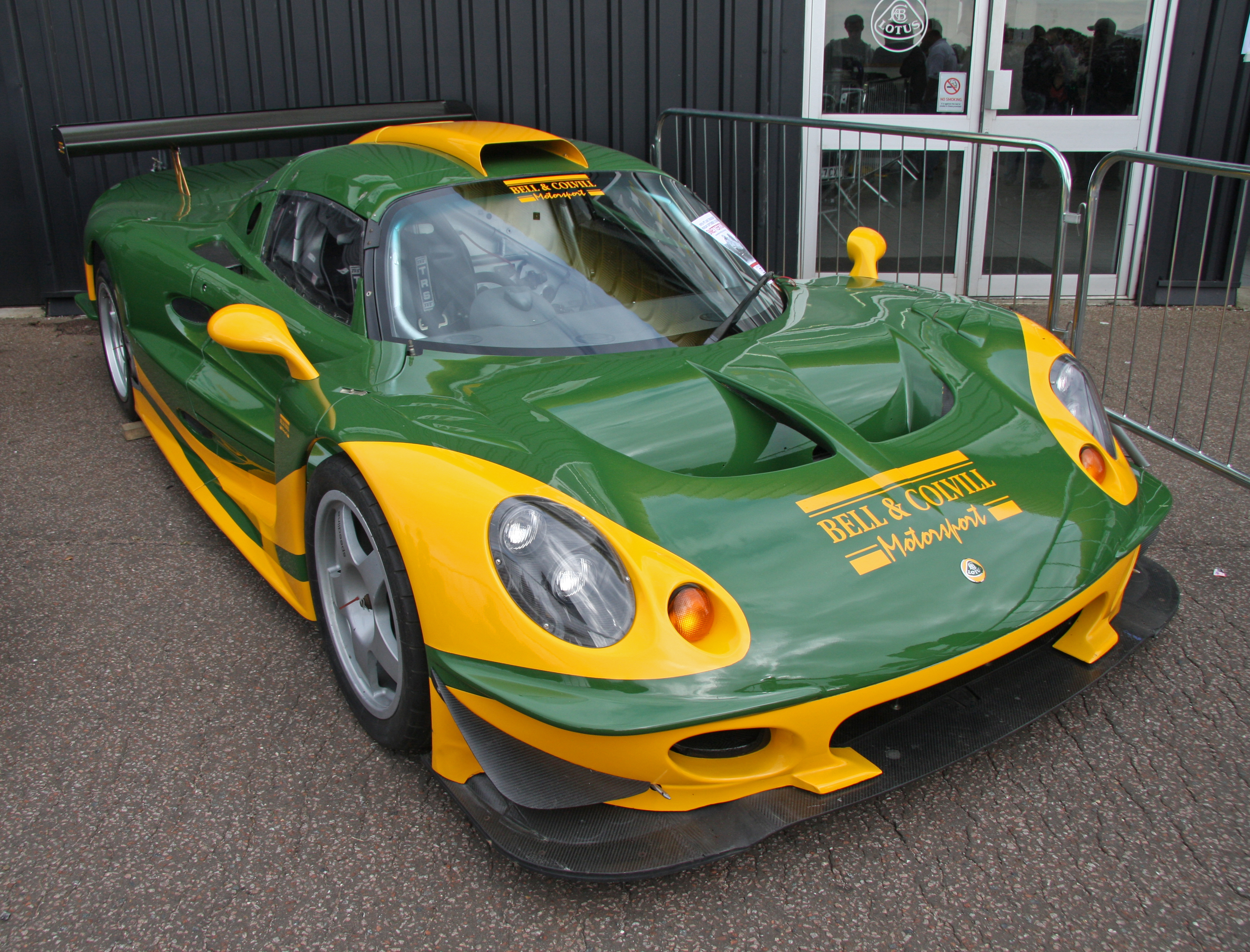
L'un des six Elise GT1 de course après sa restauration

La troisième course de la saison à Helsinki était une course plus courte, mettant en vedette un plus petit plateau (23 voitures). Seulement trois Elise GT1 furent engagés, mais GBF put prendre la 5e place et ainsi gagner des points au championnat. Les deux autres Elise GT1 ont également terminé la course.
Cependant, à mesure que la saison avançait, les équipes ont commencé à souffrir. Après Helsinki vinrent les très attendues 24 Heures du Mans, où seulement une seule GT1 fut engagée en raison de doute sur la capacité de la voiture à tenir 24 heures. La voiture échoua malheureusement à cause d'une défaillance de la pompe à huile après 121 tours. De retour au Nürburgring, l'équipe au complet (5 voitures) parvint à atteindre la 11e place. À Spa,  ils obtinrent la 8e place, mais à Zeltweg les cinq voitures échouèrent de nouveau. Les équipes ne tentèrent pas la course de Suzuka et n'arrivèrent qu'à la 12e place à Donington et qu'à la 11e à Mugello. Les deux dernières courses aux États-Unis ne virent courir que deux voitures de l'équipe usine, où elles atteignirent la 13e et la 9e place. L'équipe usine termina la saison sans points, tandis que les points obtenus à Helsinki par  GBF lui valut la 8e place du championnat.
À la suite de la saison 1997, Lotus et sa maison mère Proton, décidèrent que la GT1 était non seulement moins performantes que les Porsche, Mercedes-Benz et McLaren plus âgées, mais qu'elle était également extrêmement coûteuse. Le V8 Chevrolet n'était pas un moteur spécialement conçus pour la course comme ses concurrents ce qui faisait baisser ses performances, tandis que le V8 turbo Lotus était encore pire. Le châssis était également trop semblable à celui d'une voiture de production pour rivaliser avec ceux des autres machines. Le projet fut donc annulé et l'équipe de l'usine supprimés. Les équipes privées furent également dissoutes ou achetèrent d'autres voitures plus performantes.
Miraculeusement, en 2003, l'équipe britannique "Team Elite" annonça vouloir acheter l'Elise GT1 châssis no 05 et l'utiliser aux 12 Heures de Sebring et aux 24 Heures du Mans en 2004, en catégorie Le Mans prototype à cockpit fermés. Ce projet était semblable à celui de Panoz et de l'équipe française "Larbre Compétition" qui ont refait courir une Panoz Esperante GTR-1 en LMP. L'Elise fut modifiée pour respecter le règlement et améliorer ses performances. Malheureusement, à Sebring la voiture prouva son âge et après seulement sept tours la transmission céda. Le projet fut rapidement annulé.

### Résultats aux 24 heures du Mans
| Année | Équipe           | Numéro | Pilotes                                  | Résultat     |
| ----- | ---------------- | ------ | ---------------------------------------- | ------------ |
| 1997  | GTI Lotus Racing | 49     | Mike Hezemans Alexander Grau Jan Lammers | Abandon      |
| 1997  | GTI Lotus Racing | 50     | Fabien Giroix Jean-Denis Delétraz        | Non-qualifié |

## Bitter GT1

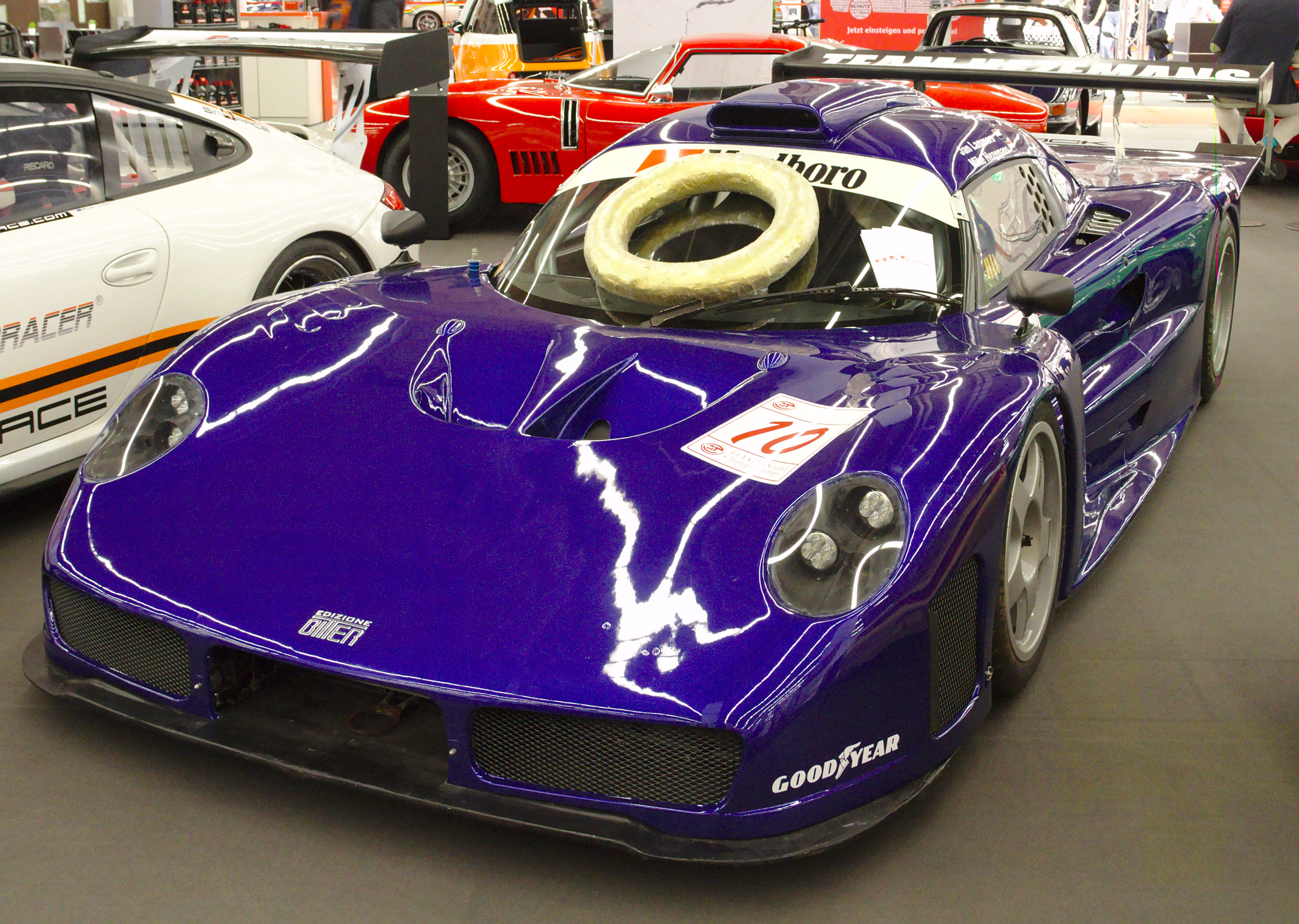
Bitter GT1.

L'ancien pilote d'usine Mike Hezemans avait le sentiment que les principaux défauts de l'Elise GT1 étaient sa faible puissance et son aérodynamique, il pensait donc que la voiture ne devait pas être abandonnée. Après l'achat de deux anciens châssis d'Elise GT1, Hezemans se tourna vers Bitter en Allemagne pour modifier la voiture. Le museau avant fut allongé et affiné pour augmenter l'appui. Pour remplacer le V8 Chevrolet de l'Elise GT1, Hezemans et Bitter se tournèrent vers Chrysler, et achetèrent le V10 8,0 L de la Viper GTS-R qu'ils utilisaient déjà dans leurs voitures de course de GT2. Les nouvelles voitures furent nommés Bitter GT1 et devait concourir au championnat FIA GT 1998.
Malheureusement, les voitures ne furent jamais en mesure de réduire le retard de performance de l'Elise GT1. La seule course à laquelle elles ont effectivement participé, Silverstone, vit les deux Bitter échouer. Après avoir échoué aux essais qualificatifs à Hockenheim, le projet fut annulé.